# Sanctuary (banda)
Sanctuary é uma banda estadunidense de heavy metal fundada em Seattle em 1985 por Warrel Dane (vocal), Lenny Rutledge (guitarra), Sean Blosl (guitarra), Jim Sheppard (baixo) e Dave Budbill (bateria), mas que voltou a se reunir no ano de 2010. O guitarrista Dave Mustaine (ex-Metallica, atual Megadeth) foi o principal responsável pelo contrato da banda com a Epic Records. Ele produziu o primeiro álbum e tocou guitarra em White Rabbit (canção cover de Jefferson Airplane). A banda foi dissolvida em 1991, devido à pressão da gravadora em enquadrá-los na cena grunge da época. Warrel Dane e Jim Sheppard não aceitaram a mudança, e saíram para formar o Nevermore.
A banda lançou seu terceiro disco, The Year the Sun Died, em outubro de 2014.

## Integrantes
Atuais
- Joseph Michael - Vocal  (2018-presente)
- Lenny Rutledge - Guitarra (1985–1992; 2010–presente)
- Attila Vörös	 - Guitarra (2017-presente)
- George Hernandez - Baixo  (2016-presente)
- Dave Budbill - Bateria (1985–1992; 2010–presente)

Antigos
- Warrel Dane - Vocal (1985–1992; 2010–2017) - Falecido
- Jim Sheppard - Baixo (1985–1992; 2010–2016)
- Sean Blosl - Guitarra (1985–1990)
- Jeff Loomis - Guitarra (1990–1992, 2010–2011)
- Brad Hull - Guitarra (2011–2015)
- Nick Cordle - Guitarra (2015)

### Linha do tempo

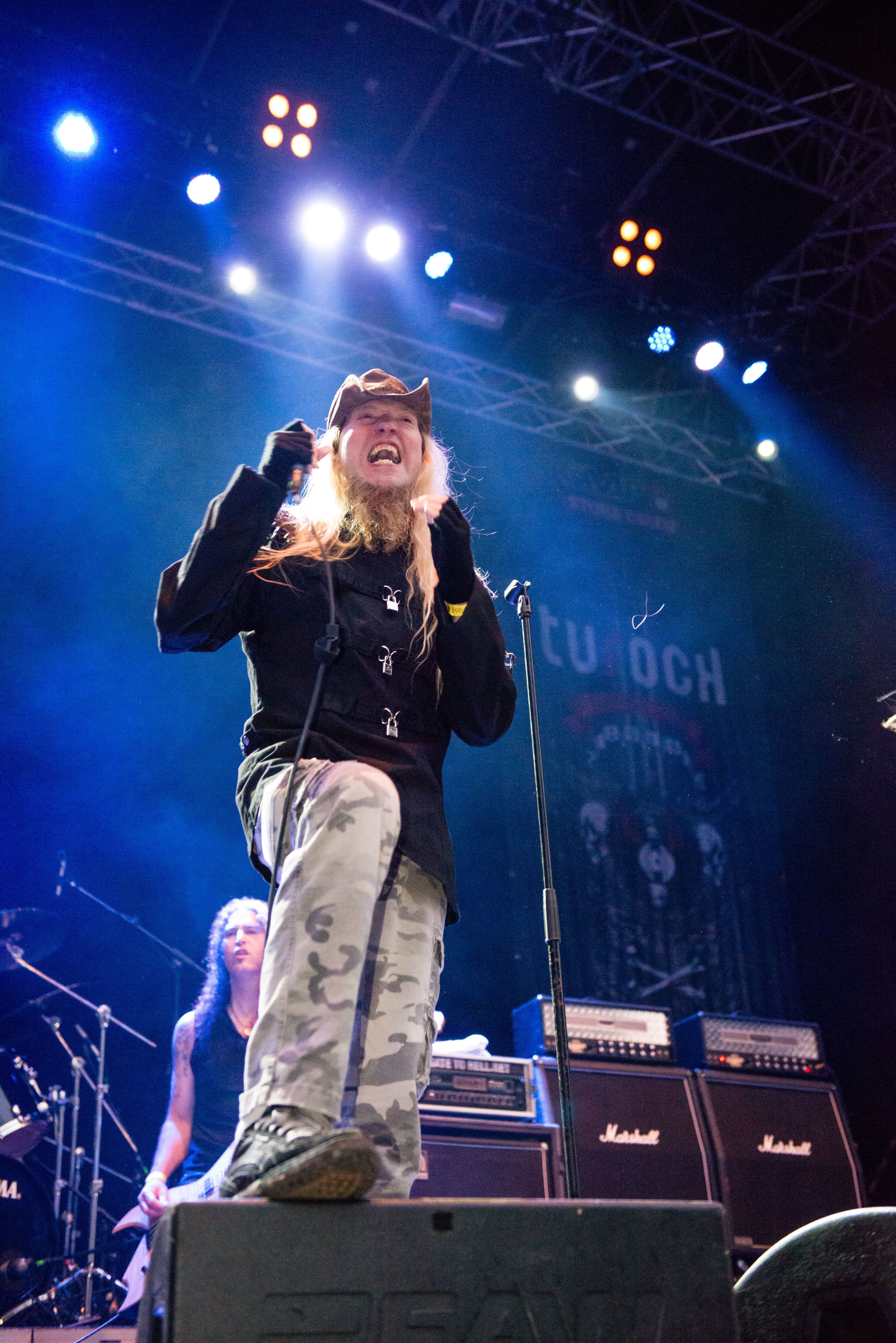
Warrel Dane
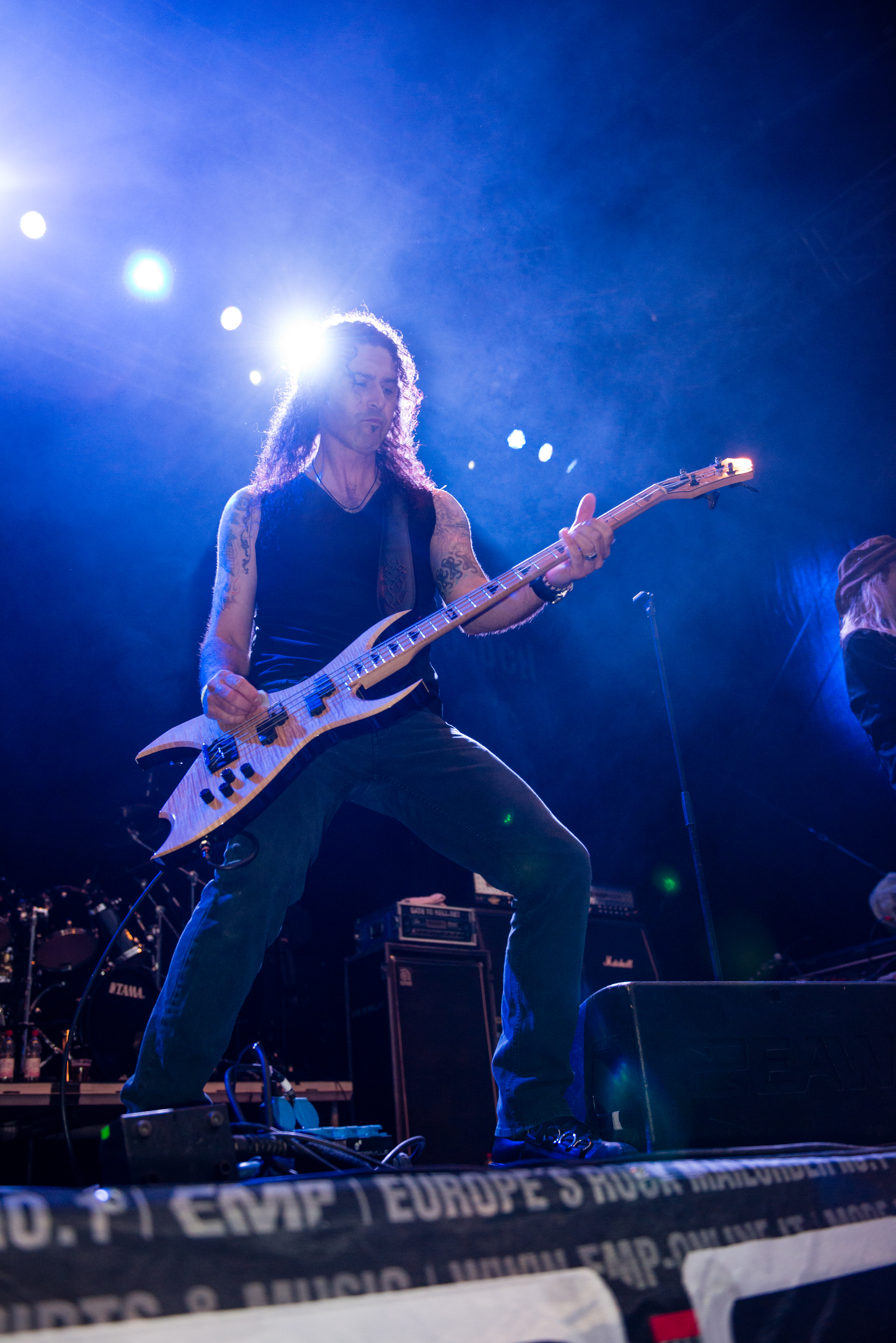
Jim Sheppard
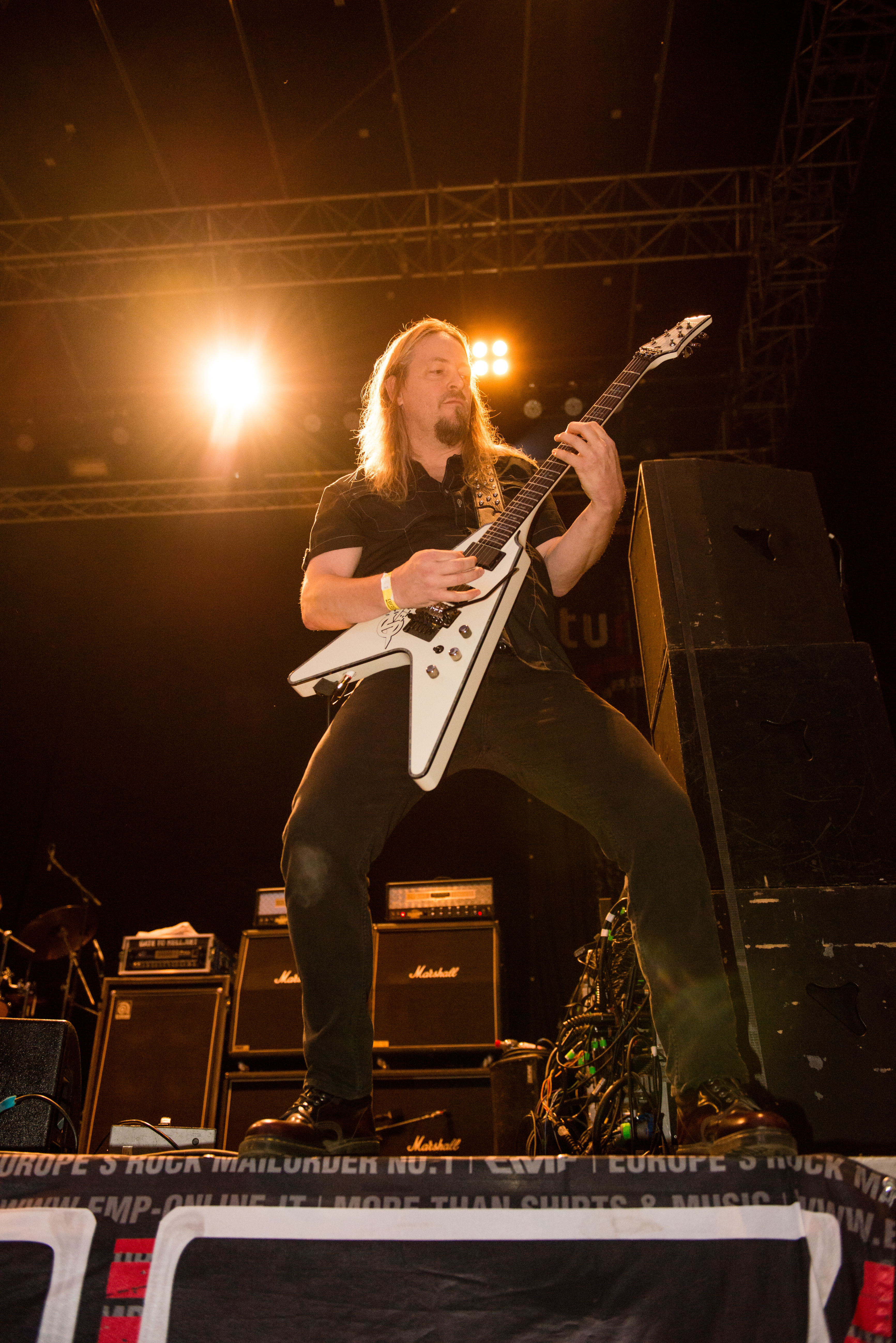
Lenny Rutledge
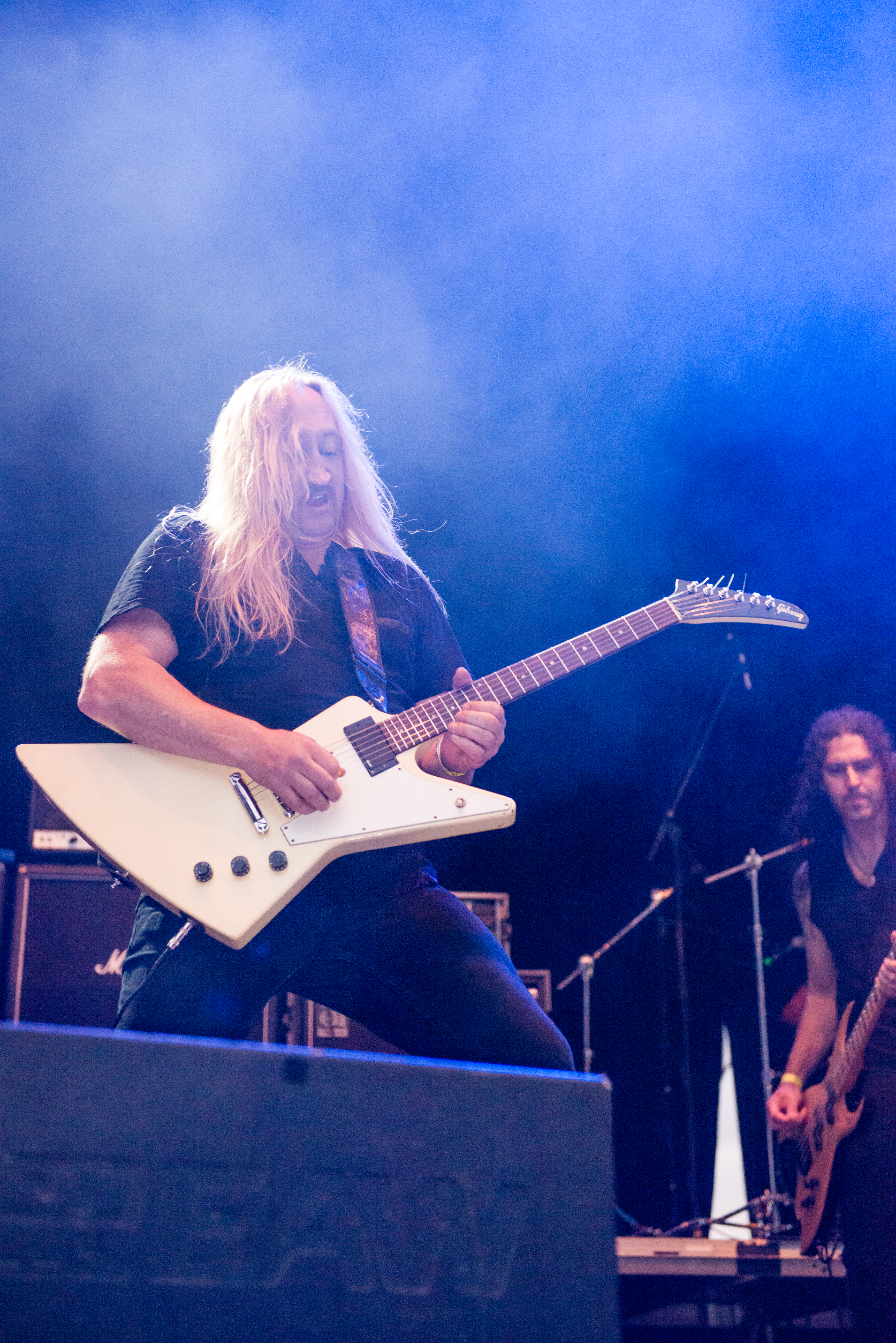
Brad Hull

## Discografia
Álbuns de estúdio
- Refuge Denied (1987)
- Into the Mirror Black (1989)
- The Year the Sun Died (2014)

Outros

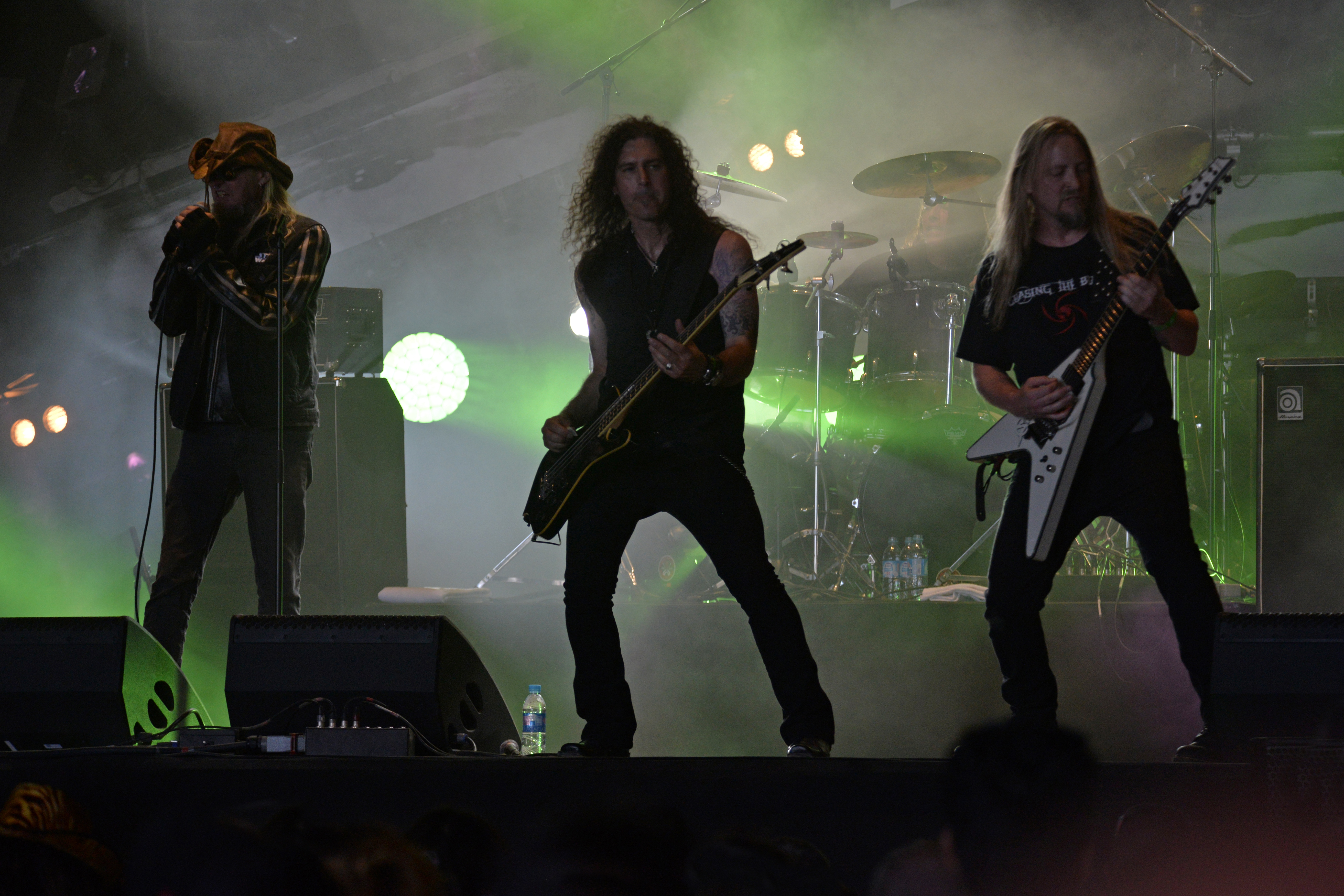
Sanctuary durante show no Hellfest em 2017

- Into the Mirror Live (ao vivo, 1991)
- Inception (coletânea, 2017)